# یواس‌اس دای چینگ (۱۸۶۳)
یواس‌اس دای چینگ (۱۸۶۳) (به انگلیسی: USS Dai Ching (1863)) یک کشتی بود که طول آن ۱۷۰ فوت ۶ اینچ (۵۱٫۹۷ متر) بود. این کشتی  در سال ۱۸۶۳ ساخته شد.